# Czy czujesz jak
Czy czujesz jak – jedenasty singel zespołu Lady Pank, został wydany na płycie CD. Singel promował album Międzyzdroje. Muzyka została skomponowana przez Jana Borysewicza, a autorem tekstu jest Janusz Panasewicz. Do utworu nakręcono również teledysk. Utwór „Czy czujesz jak” został wykonany przez zespół w 1997 roku podczas XXXIV Krajowego Festiwalu Polskiej Piosenki w Opolu.

## Skład zespołu
- Jan Borysewicz – gitara solowa
- Janusz Panasewicz – śpiew
- Kuba Jabłoński – perkusja
- Krzysztof Kieliszkiewicz – bas
- Andrzej Łabędzki – gitara